# شخص مثلك
شخص مثلك (بالإنجليزية: Someone Like You)‏ هي أغنية بوب وسول للفنانة البريطانية أديل وقد تم إصدارها في 24 يناير 2011 من قبل شركة التسجيلات المستقلة إكس أل ، الأغنية تنتمي إلى ألبوم أديل الثاني واحد وعشرون بحيث تم إنتاج وكتابة الأغنية من قبل أديل و دان ويلسون. الأغنية فازت ب 5 جوائز[بحاجة لمصدر] من بينها جائزة بريت لأفضل أغنية بريطانية للعام وجائزة جرامي لأفضل أغنية بوب منفردة.

## الفيديو كليب
حقق الفيديو كليب للأغنية أكثر من 2 مليار مشاهدة على يوتيوب ليكون بذلك هو ثالث أعلى فيديو كليب لأديل من حيث المشاهدة. الفيديو كليب من إخراج جاك نافا وقد تم تصويره في شوارع باريس بحيث أديل تمشي في شوارع باريس وتغني أغنيتها مظهرت حزنها وألمها بعد أن وجدت صديقها قد تخلى عنها وتزوج. الفيديو كليب تم إطلاقه في 29 سبتمبر 2011 على قناة أم تي في الأمريكية وعلى منصة فيفو ويوتيوب.